# 8310 Seelos
8310 Seelos eller 1996 PL2 är en asteroid i huvudbältet som upptäcktes den 9 augusti 1996 av NEAT vid Haleakalā-observatoriet. Den är uppkallad efter Frank P. Seelos IV.
Asteroiden har en diameter på ungefär 3 kilometer.